# イスラエル人とアモリ人の戦い
『イスラエル人とアモリ人の戦い』（イスラエルじんとアモリじんのたたかい、露: Битва израильтян с аморреями、英: Joshua's Victory over the Amoritest）、または『アモリ人に勝利するヨシュア』（英: Joshua's Victory over the Amorites）は、17世紀フランスの画家ニコラ・プッサンが1624-1625年ごろ、キャンバス上に油彩で制作した絵画である。この絵画は、プッサンのローマ時代の最初期に『ヨシュアのアマレク人に対する戦い』 (エルミタージュ美術館、サンクトペテルブルク) の対作品として制作された。現在、モスクワのプーシキン美術館に所蔵されている。

## 作品

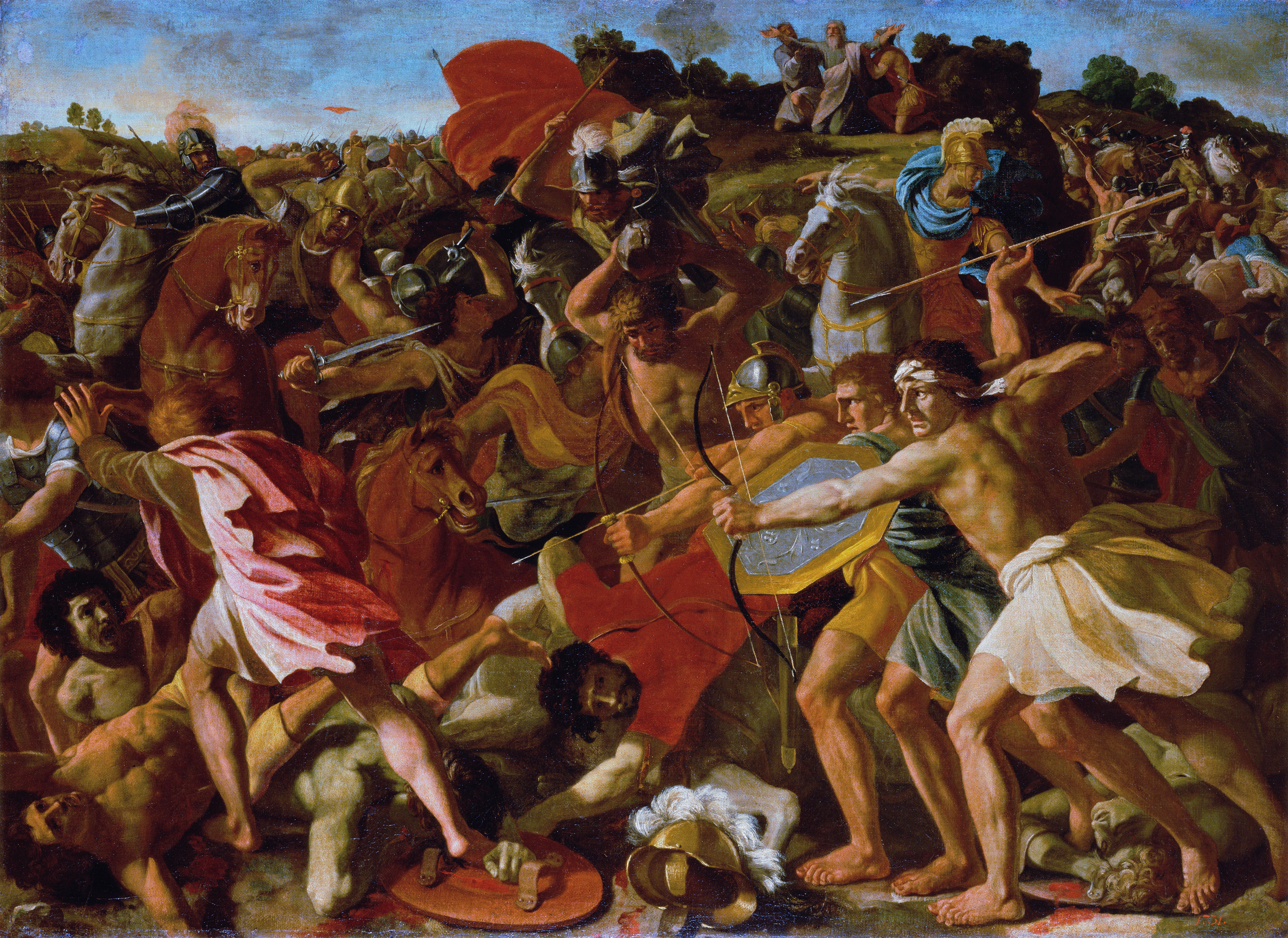
プッサン『ヨシュアのアマレク人に対する戦い』 (1624-1625年ごろ)、エルミタージュ美術館、サンクトペテルブルク

17世紀のイタリアの美術理論家ジョヴァンニ・ピエトロ・ベッローリによれば、1625年にプッサンの庇護者であったジャンバッティスタ・マリーノが亡くなり、フランチェスコ・バルベリーニ枢機卿がローマを出立した後、プッサンは経済的な苦境に陥り、本作と『ヨシュアのアマレク人に対する戦い』をごく安い価格で売却せざるをえなかった。後に、この絵画は、『ヨシュアのアマレク人に対する戦い』とともに1770年にロシアのエカチェリーナ2世により購入され、ローマのパオリーナ通りにあった画家ガスパール・デュゲ（プッサンの従兄弟）の家に置かれた 。その後、エルミタージュ美術館に所蔵されたが、1927年に本作はプーシキン美術館に移された。
この絵画の主題は『旧約聖書』の「ヨシュア記」から採られている。モーセは「約束の地」カナンに入ることなく命を終え、その後、神に後継者として選ばれたのがエフライム族のヨシュアであった。神に守られたヨシュアのイスラエル軍は勝利を重ね、ついにカナンを征服することができた。本作に描かれているのは、ヨシュア (画面左下) の戦いの場面である。筋骨隆々としたイスラエル人とアモリ人の兵士が折り重なるようにして死闘を繰り広げている。画面上部の左右に太陽と月が見えるが、これは、ヨシュアがこの戦いにあたって太陽と月の動きを止めたというエピソードにもとづいている。